# Expedition Everest

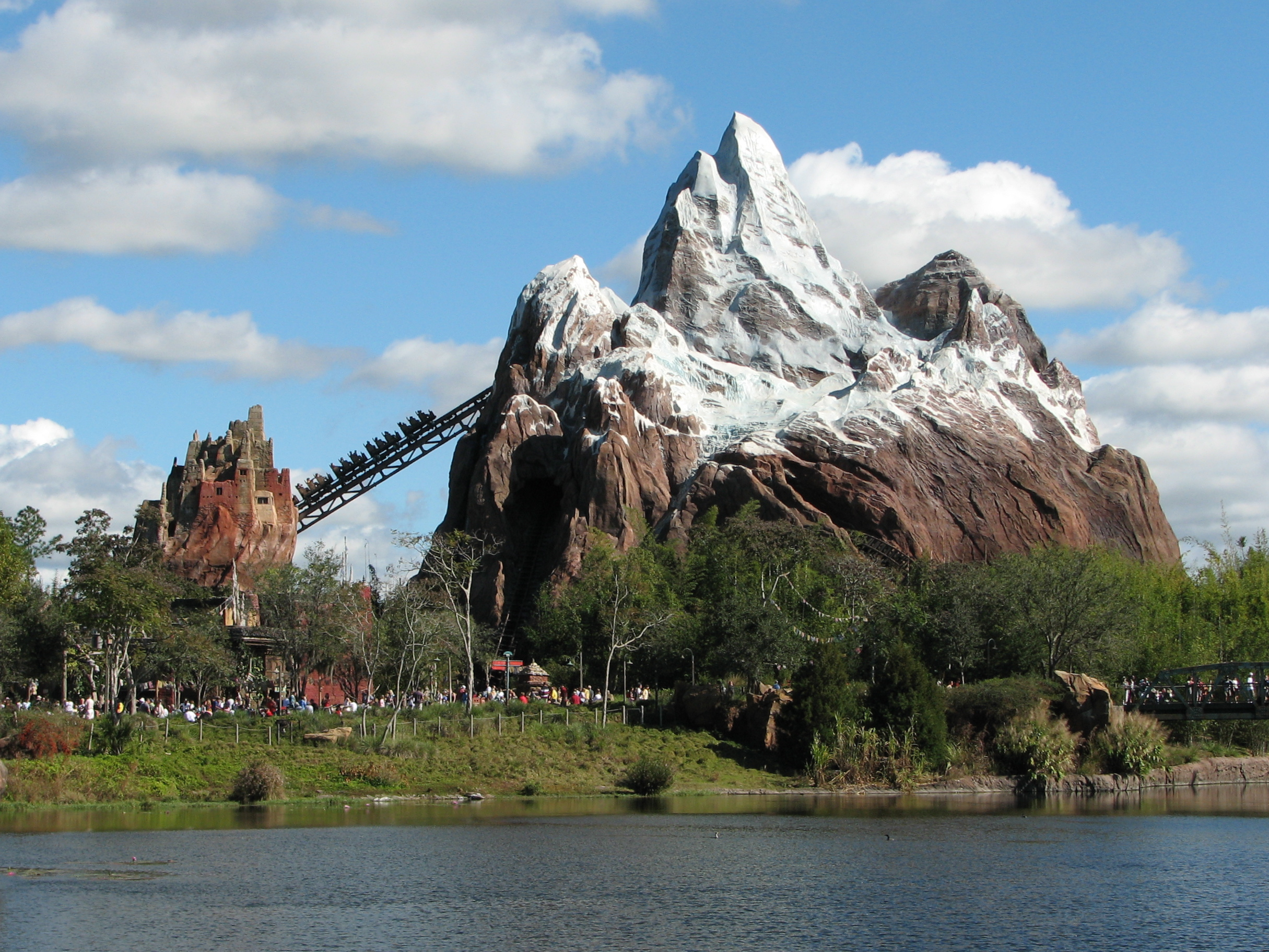
Expedition Everest.

Expedition Everest (traducido al español: Expedición al Everest) es una montaña rusa del parque temático Disney's Animal Kingdom en el resort Walt Disney World. Es una de las atracciones más emblemáticas del parque, donde simula una expedición al monte Everest en un tren mientras es custodiado por el Yeti, el abominable hombre de las nieves. El recorrido de la atracción dura 2 minutos y 50 segundos.

## Historia
"Expedition Everest - Legend of the Forbbiden Mountain", es una atracción que se encuentra en el parque temático Disney's Animal Kingdom, en Walt Disney World, cerca a Orlando, Florida. Esta se inauguró en el año 2006 en el área de Asia, cerca de Kali River Rapids.
Los aventureros que se atrevan a viajar a lo desconocido van de viaje al pueblo en el Himalaya y explorarán los artefactos locales que dicen los cuentos del temidos y reverenciado Yeti (el abominable hombre de las nieves), el protector de la montaña.

## Diseño
La visión de la imaginación de artistas, de los imaginadores, de los diseñadores y de los constructores vienen juntos de una manera espectacular para crear una atracción diferente a cualquier otra. Traer el Himalaya al mundo de Walt Disney es un desafío que los diseñadores de Disney han logrado realizar.